# Mas-Saint-Chély
Mas-Saint-Chély je francouzská obec v departementu Lozère v regionu Languedoc-Roussillon. V roce 2011 zde žilo 142 obyvatel.

## Geografie
Mas-Saint-Chély se nalézá nad údolím Gorges du Tarn na jižní krasové náhorní plošině Causse Mejean. Obec se nalézá na území Národního parku Cévennes.

## Sousední obce
- Hures-la-Parade